# Lukas Boeder
Lukas Boeder (Essen, 1997. április 18. –) német utánpótlás-válogatott labdarúgó, jelenleg az SC Paderborn 07 játékosa.

## Statisztika
20165. július 10. szerint.
| Klub             | Szezon   | Bajnokság | Bajnokság | Kupa  | Kupa | Nemzetközi | Nemzetközi | Összesen | Összesen |
| Klub             | Szezon   | Mérk.     | Gól       | Mérk. | Gól  | Mérk.      | Gól        | Mérk.    | Gól      |
| ---------------- | -------- | --------- | --------- | ----- | ---- | ---------- | ---------- | -------- | -------- |
| Bayer Leverkusen | 2014–15  | 0         | 0         | 0     | 0    | 0          | 0          | 0        | 0        |
| Bayer Leverkusen | 2015–16  | 0         | 0         | 0     | 0    | 0          | 0          | 0        | 0        |
| Bayer Leverkusen | Összesen | 0         | 0         | 0     | 0    | 0          | 0          | 0        | 0        |
| SC Paderborn 07  | 2016-17  | 11        | 0         | 0     | 0    | 0          | 0          | 11       | 0        |
| SC Paderborn 07  | 2017-18  | 0         | 0         | 0     | 0    | 0          | 0          | 0        | 0        |
| SC Paderborn 07  | Összesen | 0         | 0         | 0     | 0    | 0          | 0          | 11       | 0        |
| Összesen         | Összesen | 0         | 0         | 0     | 0    | 0          | 0          | 11       | 0        |